# Лиски (гміна)
Гміна Лискі (пол. Gmina Lyski) — сільська гміна у південній Польщі. Належить до Рибницького повіту Сілезького воєводства.
Станом на 31 грудня 2011 у гміні проживало 9485 осіб.

## Територія
Згідно з даними за 2007 рік площа гміни становила 57.83 км², у тому числі:
- орні землі: 53.00%
- ліси: 36.00%

Таким чином, площа гміни становить 25.74% площі повіту.

## Населення
Станом на 31 грудня 2011:
| Опис     | Загалом | Загалом | Чоловіки | Чоловіки | Жінки | Жінки |
| -------- | ------- | ------- | -------- | -------- | ----- | ----- |
| одиниця  | осіб    | %       | осіб     | %        | осіб  | %     |
| все      | 9485    | 100     | 4656     | 49.09    | 4829  | 50.91 |
| міське   | 0       | 100     | 0        |          | 0     |       |
| сільське | 9485    | 100     | 4656     | 49.09    | 4829  | 50.91 |

## Сусідні гміни
Гміна Лискі межує з такими гмінами: Гашовіце, Корноваць, Кузня-Рациборська, Нендза, Рацибуж.